# Pasquale Simonetti
Pasquale Simonetti (prononcé : [paˈskwaːle simoˈnetti]), dit Pascalone 'e Nola (« grand Pascal de Nola »), né à Palma Campania le 26 février 1926 et mort à Naples le 16 juillet 1955) est un criminel italien de la Camorra, une organisation de type mafieux active à Naples et en Campanie. 

## Biographie
Pasquale Simonetti est né dans une famille pauvre à Palma Campania, une ville située au pied du Vésuve dans l'arrière-pays de Naples à environ 25 km à l'est de la ville. Son père est charpentier et sa mère femme au foyer. Sa carrière criminelle commence dans les années 1940 quand il falsifie des livres de rationnement pour detorner des aliments qu'il revend au marché noir.
Par la suite, il prend le contrôle du commerce de fruits et légumes de Naples. Au début des années 1950, la Camorra contrôle la chaîne du marché des fruits et légumes se présentant comme la protectrice des paysans et commerçants, exigeant en échange le droit de fixer le prix des produits et de contrôler le marché. Les parrains sont surnommés « les présidents des prix ».

## Nouveau patron de la Camorra

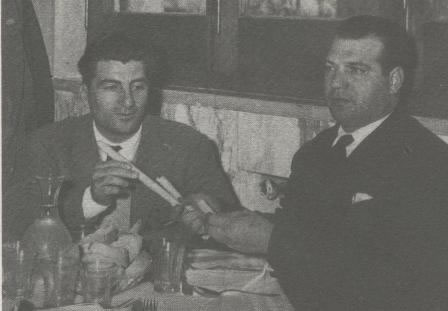
Les chefs rivaux de la Camorra, Antonio Esposito (gauche) et Pasquale Simonetti.

Ce type de racket se développe dans l' après-guerre. Les marchés sont régulés par des médiateurs violents qui imposent par la menace leurs règles commerciales aux agriculteurs. Des entreprises comme Cirio, une grande entreprise de tomates en conserve de Campanie sont également victimes de ces pratiques.
Pasquale Simonetti devient associé d'Antonio Esposito, connu sous le nom de Totonno 'e Pomigliano, un parrain de la Camorra de Pomigliano d'Arco.
Simonetti devient l'un des nouveaux patrons de la Camorra. C'est un guappo, un homme robuste qui utilise cet avantage pour devenir le législateur de la région, une alternative à l'autorité absente de l'État. Certains concitoyens se tournent vers lui pour demander justice. Un épisode typique est l'intimidation d'un homme qui avait mis sa petite amie enceinte et l'avait ensuite quittée. Simonetti demande au jeune homme « s'il préfère dépenser cent mille lires en fleurs pour son mariage ou ses funérailles ».
Il est souvent mentionné à tort comme étant celui qui a giflé le gangster américain Lucky Luciano sur la piste de course de chevaux d'Agnano. Le véritable auteur de la gifle est Francesco Pirozzi, connu sous le nom de Ciccillo 'o francese, l'un des hommes du parrain de la Camorra, Alfredo Maisto.

## Contrebande de cigarettes
Après la Seconde Guerre mondiale le gouvernement italien réintroduit le monopole d'État sur le tabac. Cependant, la demande croissante de cigarettes n'est pas satisfaite par l'industrie d'État. Le vaste approvisionnement des troupes américaines et britanniques stationnées à Naples engendrait donc un marché noir de cigarettes américaines ou de bionde (blondes). 
Lorsque les Alliés sont partis en 1946, cet approvisionnement disparaît et le gouvernement est contraint de rationner les cigarettes, déclenchant un commerce florissant de la contrebande de cigarettes depuis Marseille, Gibraltar, Nice et Tanger par des groupes criminels étrangers (les Marseillais, les Corses, les Siciliens), employant des guappi locaux pour distribuer les cigarettes. 
Certains plus ambitieux, comme Simonetti et Maisto, s'impliquent davantage. La compétition est rude, avec des conflits armés entre groupes rivaux. En 1953, Simonetti est emprisonné pendant 8 ans et 3 mois pour une tentative de meurtre en 1952, pour la suprématie territoriale, contre un gang rival dirigé par Alfredo Maisto

## Mariage

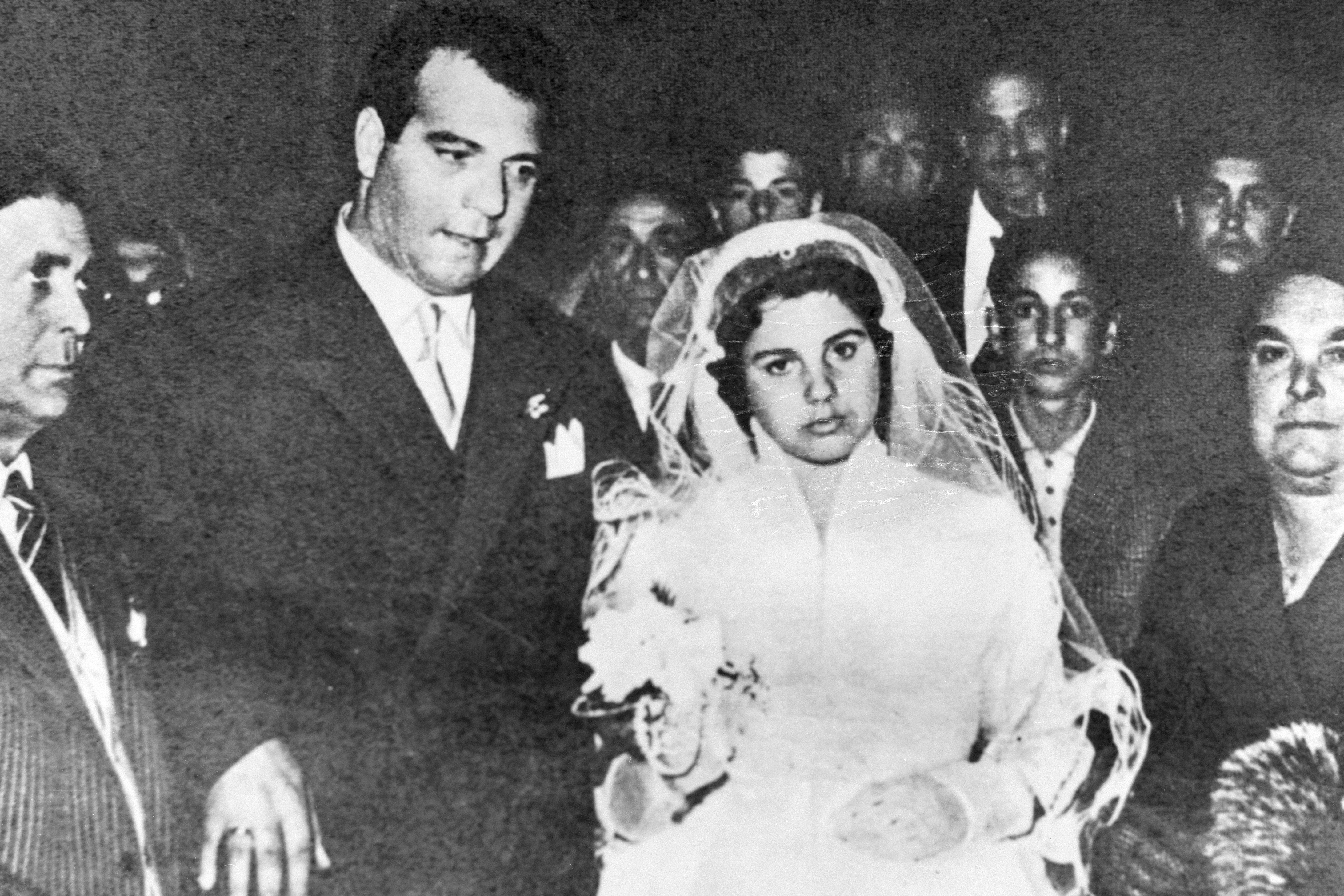
Photo de mariage de Pupetta Maresca et Pasquale Simonetti (1954)

À Noël 1954, Simonetti quitte la prison, après avoir purgé deux ans de sa peine. Le 27 avril 1955, il épouse Assunta Maresca, connue sous le nom de Pupetta (« Petite poupée »), une ancienne reine de beauté. Le mariage est grandiose avec plus de 500 invités dont ses rivaux Maisto et Esposito,. 
Bien que ses activités criminelles se soient ralenties sous l'influence de sa jeune femme, Simonetti cherche à retrouver son prestige. Son associé Antonio Esposito a repris ses affaires et n'a pas maintenu sa promesse de garder un pourcentage des bénéfices pour Simonetti. La jalousie et la concurrence devient féroce pour le contrôle du marché Il Vasto.

## Mort
Le 16 juillet 1955, Simonetti est assassiné en plein jour sur la Piazza Mercato de Naples. Il est abattu par Carlo Gaetano Orlando, un tueur à gages commandité par Antonio Esposito. À l'époque, le ministère public émet l'hypothèse que le meurtre soit commandité par les cousins de Gaetano Orlando, la famille Nuvoletta, active dans le secteur des fruits et légumes, et rivaux dans les affaires de Simonetti. 
Pupetta, enceinte de six mois est dévastée. Devant l'inaction de la police, le 4 août 1955, elle se rend à Naples avec son frère cadet, Ciro. Quand elle rencontre Esposito, elle sort de son sac à main un Smith & Wesson .38. La tenant à deux mains (« J'avais peur de manquer », expliqua-t-elle plus tard), elle ouvre le feu et tue Esposito,. 
Le 14 octobre 1955, Pupetta est arrêtée. Le procès commence en avril 1959 devant la cour d'assises de Naples. Le meurtre et le procès font la « une » des journaux internationaux. Au procès, elle déclare avec défi : « Je le referais ! » et toute la salle d'audience l'applaudit. Elle est condamnée à 18 ans de prison, réduite à 13 ans et 4 mois par la cour d'appel. Gaetano Orlando, l'assassin de Simonetti est condamné à 30 ans.
Le fils de Simonetti, Pasqualino, est né en prison. En 1974, il est enlevé et assassiné. Sa mort reste un mystère, mais Pupetta pense que le coupable est Umberto Ammaturo, son nouveau compagnon, qui nie tout.

## Dans la culture populaire
La vie de Pasquale Simonetti et Pupetta Maresca a inspiré le film Le Défi (La sfida) (1958), de Francesco Rosi avec José Suárez dans le rôle de Simonetti et Rosanna Schiaffino dans celui de Maresca.